# Jozef Petrán
Jozef Petrán (* 19. března 1950) je bývalý slovenský fotbalový útočník.

## Fotbalová kariéra
V československé lize hrál za Lokomotívu Košice a AC Nitra. Nastoupil ve 13 ligových utkáních. V lize dal 2 góly.

## Ligová bilance
| Ročník                                   | Zápasy | Góly | Minuty | Klub              |
| ---------------------------------------- | ------ | ---- | ------ | ----------------- |
| 1. československá fotbalová liga 1969/70 | 2      | 0    | 56     | Lokomotíva Košice |
| 1. československá fotbalová liga 1974/75 | 11     | 2    | 718    | AC Nitra          |
| CELKEM                                   | 13     | 2    | 774    |                   |